# عملیات تمرچین
عملیات تمرچین حمله به ایران را آغاز کرد ارتش بعث عراق به‌گونه‌ای برنامه‌ریزی کرده بودند که نواحی بزرگی از منطقه عمومی تمرچین و ارتفاعات سه کانیان در جنگ ایران و عراق است در ۲۹ تیرماه سال ۱۳۶۷.. در روزهای پایانی جنگ تحمیلی و دقیقاً بعد از ۴۸ ساعت از اعلان پذیرش و موافقت ایران با قطع نامه ۵۹۸ شورای امنیت سازمان ملل متحد در بیست و نهم تیرماه ۱۳۶۷، ۴ تیپ از یگانهای عراقی مستقر در منطقه عمومی تمرچین و ارتفاعات سه کانیان به منظور دست یابی به ارتفاعات حساس منطقه به مواضع نیروهای ایران حمله و بعد از ۵ روز نبرد شدید بدون دست یابی به موفقیت مجبور به عقب‌نشینی شدند.